# Грб Ивановске области
Грб Ивановске области је званични симбол једног од субјеката Руске федерације са статусом области — Ивановске области. Грб је званично усвојен 31.децембра 1997. године.

## Опис грба
Према закону Ивановске области, грб области је слика штита подјељена вертикално на тамно црвено и арурно плаво поље. На доњем крају штита су три уске таласасте сребрне траке преко оба поља. На десној стране гдје је тамно црвено поље, налази се слика златне копче са сребрним средиштем. На лијевој азурно плавој страни, налази се сребрна бакља. 
Штит је крунисан са гвозденом круном. Грб има штитоноше и то, са лијеве стране - златног лава, а на десној страни - златног орла. Постоље грба је вијенац од зелених стабљика са плавим цвјетовима лана и бијелим памука, увезаних у црвено-азурну траку.